# Ellbögen
Ellbögen è un comune austriaco di 1 107 abitanti nel distretto di Innsbruck-Land, in Tirolo.